# Бирн, Лорна
Лорна Бирн (род. 25 марта 1953) — ирландская писательница, автор бестселлеров о собственной жизни (с 2008 года); утверждает, что видит ангелов с раннего детства ежедневно и настолько же явственно, как людей. Её книги переведены на 30 языков и опубликованы более, чем в 50 странах. Мать четверых детей и вдова. Помимо литературного творчества занимается благотворительностью.

## Биография
Лорна Бирн родилась в Дублине, росла в бедной семье, проживавшей в городских районах Килмейнхем и Баллимун. Видела ангелов с раннего детства, но до 2007 года об этом не рассказывала. Вышла замуж в 1976 году, родила четверых детей. После смерти мужа в 2000 году Бирн начала вести записи о своей способности видеть ангелов.
Её первой книгой — «Ченнелинг с ангелами» (буквальный перевод английского названия — «Ангелы в моих волосах»; 2008; встречается также название «Ангелы в моей голове») — стали воспоминания о детстве, юности и браке.
Лорна Бирн также ведёт блог для американского интернет-издания «Huffington Post».

## Издания
- 2008 — «Ченнелинг с ангелами. Как почувствовать божественную помощь и защиту» (русский перевод, изд-во Эксмо, 2012) / Angels in my Hair
- 2010 — «Лестница на небеса» / Stairways to Heaven
- 2012 — «Послание надежды от ангелов» / A Message of Hope from the Angels
- 2014 — «Любовь с небес» / Love from Heaven
- 2016 — «Год с ангелами» / The Year With Angels
- 2017 — «Ангелы на моих кончиках пальцев» / Angels at my Fingertips
- 2018 — «Молитвы от сердца» / Prayers from the Heart